# Тыхы
Ты́хы (пол. Tychy [ˈtɨxɨ], сил. Tychy, нем. Tichau) — город в Польше, в Силезском воеводстве. Расположен в 20 километрах к югу от Катовице — столицы воеводства. С 2018 года один из 41 города, образующего Гурношленско-Заглембскую Mетрополию.
Город занимает 26-е место в Польше по численности населения и 46-е по территории.

## География

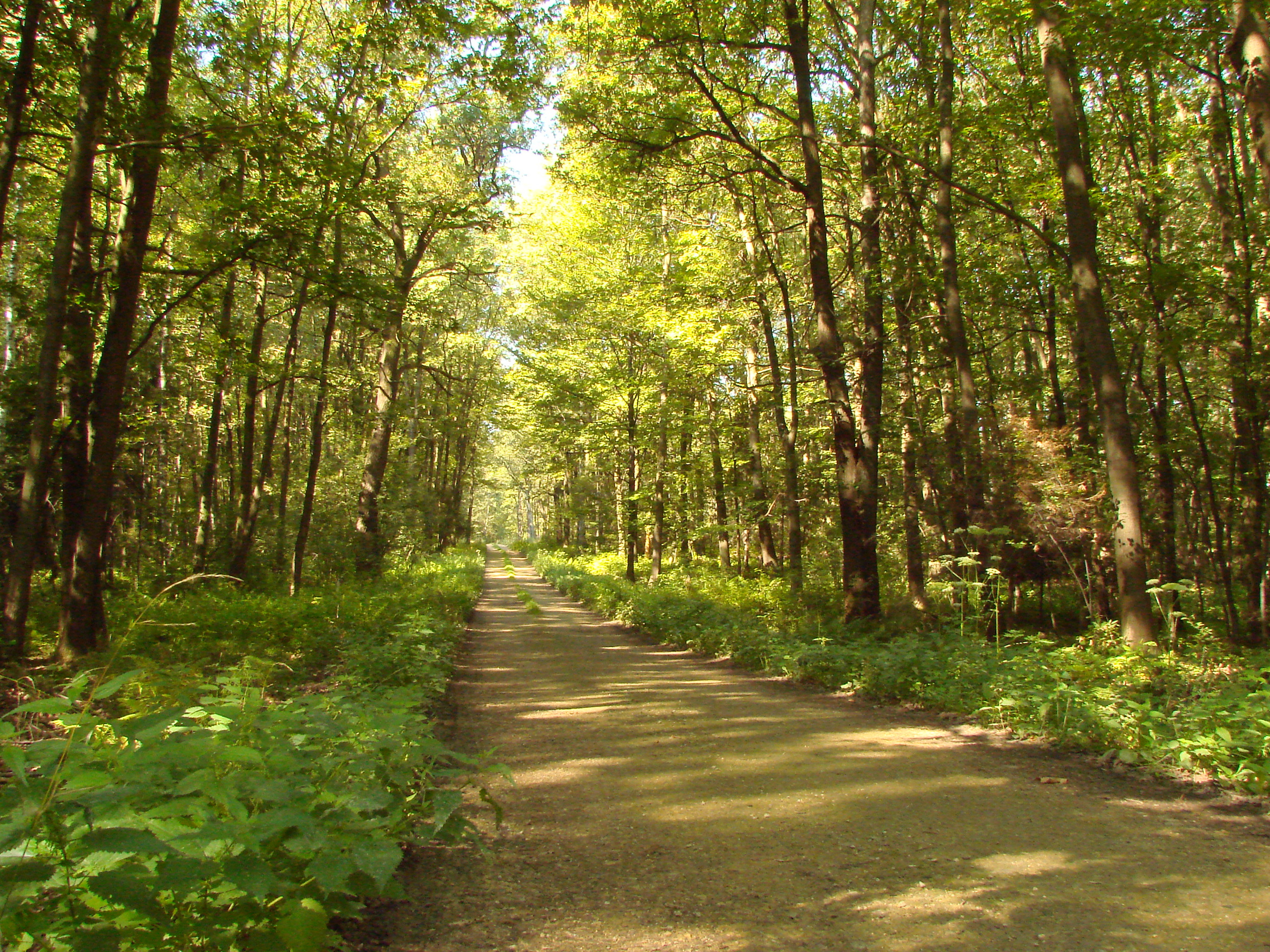
Лес в районе города

Город находится в южной части Силезского воеводства на высоте 300 метров над уровнем моря, на границе Освенцимской впадины и Силезской возвышенности, располагается в пределах Карпатского мегарегиона.
Тыхы расположен на пересечении международной трассы Варшава — Вена и государственной трассы Ополе — Краков. В 12 км от города пролегает автомагистраль А4.
На юге, востоке и западе город окружают Пщиньские леса, часть давней Пщиньской пущи, к северу от города произрастают Катовицко-Мурцковские леса, которые входят в южную часть Лесного охранного пояса Верхнесилезского промышленного района.

## Население
Население по состоянию на 2017 год составляет 128 211 жителей.
| 2013    | 2017     | 2021     | 2023     |
| ------- | -------- | -------- | -------- |
| 129 322 | ↘128 211 | ↘124 882 | ↘122 605 |

## История
Название города не имеет однозначной этимологии и по разным версиям происходит от слова cichy («тихий» или «спокойный»), tyka («деревянная палка») или нем. Teich со значением «пруд».
Изначально возник как небольшое поселение на средневековом торговом пути между Освенцимом и Миколувом. Впервые Тыхы документально упоминается в 1467 году В 1629 году здесь была основана пивоварня, на сегодняшний день это один из самых больших пивоваренных заводов в Польше (пол. Kompania Piwowarska).
С 1526 года территория современного города Тыхы была частью Габсбургской империи. В 1742 году территория перешла под контроль Пруссии, затем, с 1871 по 1918 год, входила в состав Германии.
С 1919 года Тыхы находился на территории, охваченной Силезскими восстаниями. На проведённом в 1922 году плебисците большинство местных жителей высказались за принадлежность Польше. Последующий период до Второй мировой войны характеризуется значительным развитием Тыхы, население посёлка возросло до 11 тысяч человек, был построен ряд важнейших объектов.
После вторжения Германии в Польшу Тыхы, наряду с остальной частью промышленной Верхней Силезии, был оккупирован немецкими войсками. Многие из местных жителей, которые не были истреблены или высланы, вынуждены были изменить свою национальную принадлежность на немецкую в рамках проводившейся нацистской Германией расистской политики онемечивания. К счастью, сам город в период вторжения получил минимальные повреждения, в значительной степени благодаря тому, что основные бои разворачивались в районе Миколува.
В период с 25 по 28 января 1945 года территория города была освобождена от захватчиков советской 60-й армией 1-го Украинского фронта в ходе Сандомирско-Силезской операции.

## Культура

### Музеи и галереи
- Музей профессионального миниатюрного искусства Генрик Ян Доминяк в Тыхах[13][14][15]

## Транспорт
В городе действует одна из трёх в Польше троллейбусных сетей, Тыхинский троллейбус. Развито автобусное сообщение. Через город проходит железная дорога, ведущая из Катовице к бывшему польско-словацкому пограничному переходу Звардонь — Скалите.

## Экономика
В городе расположен один из старейших в Польше пивоваренных заводов, основанный XVIII веке (марка Tyskie), а также крупная автомобильная фабрика FIAT Group.
Многие жители работают в других городах Катовицкой агломерации.

## Спорт
В городе расположен большой зимний стадион, являющийся домашней ареной для хоккейного клуба GKS Tychy. Действует также одноимённый футбольный клуб.

## Города-побратимы
- Кассино,  Италия (с 1977)
- Марцан-Хеллерсдорф (округ Берлина),  Германия (с 1992)
- Худдинге,  Швеция (с 2002)